# Shinji Ikari
Shinji Ikari (碇 シンジ?, Ikari Shinji) è il protagonista della serie televisiva anime Neon Genesis Evangelion, prodotta dallo studio Gainax e diretta da Hideaki Anno, e dell'omonimo manga scritto e disegnato da Yoshiyuki Sadamoto. Il personaggio compare inoltre nelle opere tratte dalla serie animata, in manga spin-off, videogiochi, visual novel, nell'ONA Petit Eva - Evangelion@School e nella tetralogia cinematografica Rebuild of Evangelion. Nella versione originale è interpretato dalla doppiatrice Megumi Ogata. Nell'adattamento italiano il suo ruolo è stato affidato a Daniele Raffaeli nel doppiaggio originale e a Stefano Broccoletti nel ridoppiaggio di Netflix.
Nella serie originale Shinji è un ragazzo quattordicenne orfano di madre che viene arruolato dall'agenzia speciale Nerv per pilotare un mecha noto come Eva-01 e combattere, assieme ad altri piloti, contro degli esseri chiamati angeli. A causa di traumi emotivi vissuti durante l'infanzia ha sviluppato un carattere schivo e introverso, diventando insicuro e incapace di comunicare con il prossimo.
Shinji ha goduto di popolarità tra il pubblico e gli appassionati di animazione, figurando così in cima a dei sondaggi di popolarità e ottenendo dei riconoscimenti. Dei critici ne hanno biasimato l'eccessiva insicurezza e la tendenza ad affliggersi; altri invece ne hanno apprezzato il realismo e l'introspezione psicologica.

## Creazione e sviluppo
Nelle prime fasi progettuali di Evangelion il regista Hideaki Anno propose di inserire una ragazza simile ad Asuka Sōryū Langley nelle vesti di personaggio principale. L'idea però suscitò le perplessità di Yoshiyuki Sadamoto, character designer della serie, che si dimostrò riluttante all'idea di riproporre un personaggio femminile nel ruolo di protagonista dopo le precedenti opere della Gainax Punta al Top! GunBuster e Nadia - Il mistero della pietra azzurra; lui stesso dichiarò: «Un robot dovrebbe essere pilotato da una persona preparata, che sia una donna o meno non fa nessuna differenza, ma non riesco a capire perché una ragazza dovrebbe pilotare un robot». Sadamoto quindi chiese al regista di inserire un ragazzo nelle vesti di personaggio principale, declassando Asuka a coprotagonista. Anno, accogliendo la sua proposta, optò per un protagonista maschile, prendendo spunto dalle opere di Ryū Murakami; nel progetto furono inclusi inoltre altri due personaggi maschili, Tōji Suzuhara e Kensuke Aida, chiamati come due personaggi del romanzo Ai to gensō no fascism di Murakami. Per il nome del personaggio Anno si ispirò a quello di due suoi conoscenti, e in particolare a quello del suo collega Shinji Higuchi, regista e animatore che contribuì alla realizzazione di alcuni episodi di Eva. Come cognome invece scelse la parola giapponese ikari (碇? lett. "àncora"), collegandosi così ai nomi di altri personaggi della serie, ispirati a termini del gergo nautico o a navi della Marina imperiale giapponese.

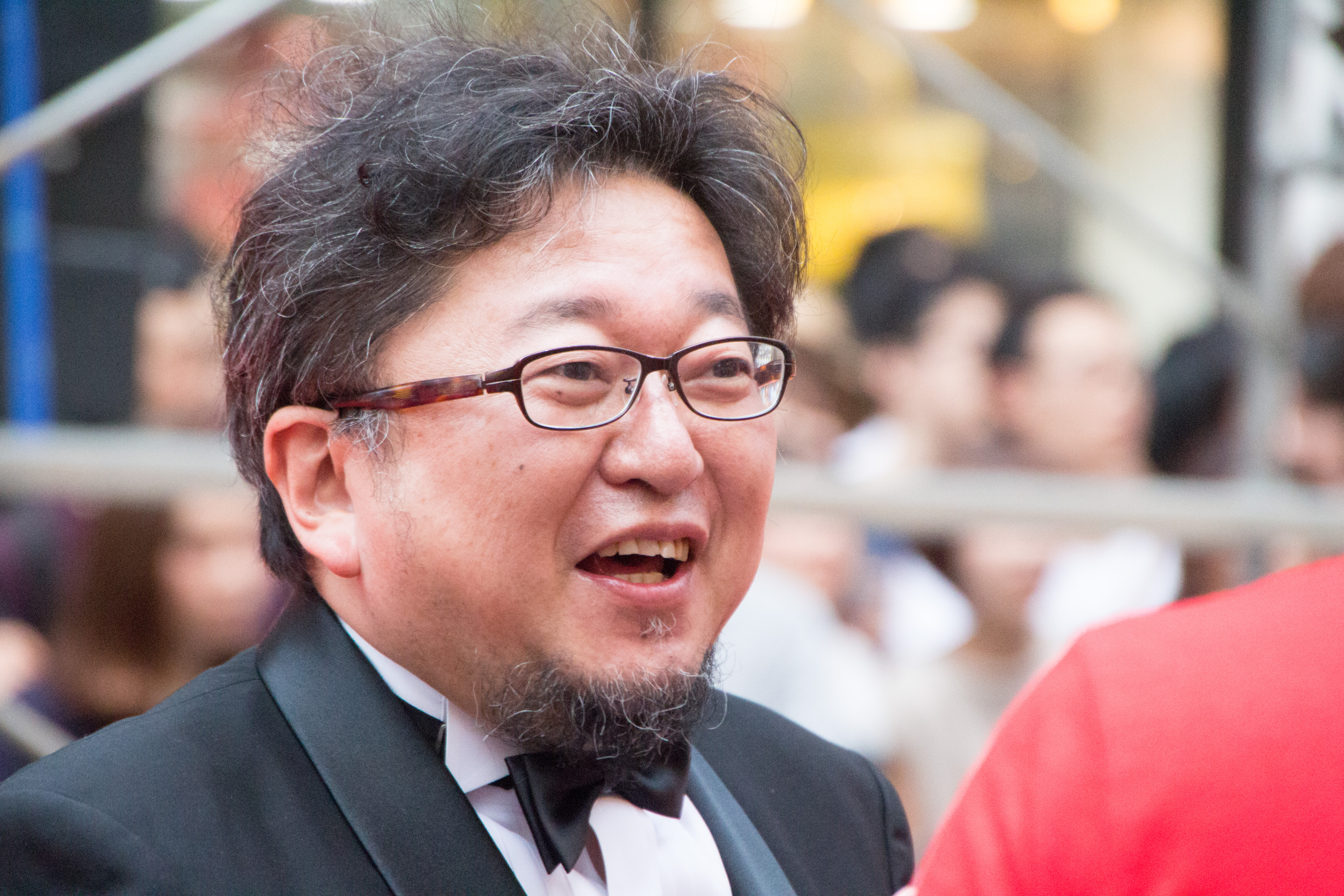
Shinji Higuchi, animatore e amico di Hideaki Anno

Sadamoto disegnò il personaggio con un'ordinaria uniforme scolastica estiva e una camicia bianca, così da farlo sembrare un tipo normale. Egli cercò di creare un protagonista realistico e ordinario contemporaneamente, «un personaggio che sarebbe stato difficile da creare per altri». Il progetto originale lo vedeva più maturo, robusto e meno introverso della versione finale; Shinji in particolare avrebbe dovuto essere raffigurato come un ragazzo studioso. La sua condotta scolastica però non sarebbe stata rappresentata come una cosa positiva, ma come un segno di passività. Come modello gli autori presero Nadia Arwol, protagonista della serie animata Nadia, anch'essa prodotta dallo studio Gainax e diretta da Hideaki Anno. Il rapporto fra lui e Asuka infatti venne concepito sulla base di quello tra Nadia e Jean, coprotagonista maschile della serie.
A causa della particolare caratterizzazione di Shinji, privo dell'entusiasmo e del coraggio tipici dei protagonisti delle altre serie animate mecha, Sadamoto fu costretto a dare una «diversa interpretazione del concetto di eroe»: «Piuttosto che il riflesso di un eroe, una specie di rifrazione [del concetto] di eroismo». In un primo momento cercò di creare un personaggio che attingesse «alla coscienza degli attuali appassionati di animazione», concependolo come un ragazzo femmineo e «refrattivo», «un'immagine pulita che tende a proiettare una donna». In una delle proposte iniziali l'artista lo disegnò con dei capelli lunghi, che avrebbero dovuto coprirgli il volto o svolazzare al vento nelle scene drammatiche, idea che venne poi giudicata insoddisfacente e accantonata durante la produzione della serie. Egli dunque alla fine lo raffigurò conferendogli l'aspetto di «una ragazza mascolina», facendo in modo che si potesse vedere la fronte attraverso la frangia e disegnandogli gli occhi di una femmina. Lo scrittore Andre C. McKevitt ha descritto inoltre il design di Shinji, con i suoi capelli castani e i suoi occhi azzurri, come un esempio del mukokuseki (無国籍?), un espediente visivo con cui nei character design di personaggi immaginari giapponesi si evita di dare caratteristiche etniche ben definite.
Secondo Hiroki Satō, capo dell'ufficio pubbliche relazioni della Gainax, il personale decise che la serie si sarebbe concentrata su «come Shinji affronta le cose che accadono dentro di sé». Il personaggio venne pensato come un riflesso della personalità di Hideaki Anno, sia dell'inconscio, sia della sua parte cosciente. Secondo Kazuya Tsurumaki, assistente alla regia di Evangelion, mentre «Shinji è stato convocato da suo padre per pilotare un robot, Anno è stato convocato dalla Gainax per dirigere una nuova serie animata». Lo stesso regista dichiarò: «Shinji rappresenta l'attuale me stesso. Mi comporto come se avessi ancora quattordici anni; sono ancora infantile. In termini psicologici sono [ancora] nella fase orale. Sono un tipo orale-dipendente malinconico». Come altri protagonisti maschili creati dallo studio Gainax egli venne creato con una personalità debole e insicura, così da rispecchiare la situazione degli appassionati di animazione e il particolare contesto sociale giapponese, in cui dei padri di famiglia sono costantemente al lavoro e assenti fra le mura domestiche. Fu lo stesso Anno a decidere l'età del protagonista, riflettendo sulla dipendenza familiare dei ragazzi giapponesi:
(Hideaki Anno)
Nel primo episodio il personale inserì una scena in cui Shinji dice a sé stesso «Non devo fuggire!», il suo motto personale. Per la frase si prese ispirazione dall'esperienza personale del regista, e più nello specifico ai quattro anni di stallo artistico vissuti prima della produzione di Evangelion. In quel periodo Anno avrebbe dovuto occuparsi di Blue Uru, seguito della pellicola Le ali di Honneamise poi rimandato a tempo indeterminato. Il protagonista di Blue Uru, in fuga da un doloroso passato, si sarebbe ritrovato di fronte il compito di salvare l'eroina e affrontare le proprie responsabilità personali. Secondo Yasuhiro Takeda, uno dei membri della Gainax, dopo Aoki Uru Anno riuscì ad acquisire «la determinazione giusta per non fuggire dai problemi, e quanto visto in Evangelion potrebbe essere un semplice riflesso di quei sentimenti».

### Doppiaggio

Shinji sulla copertina del primo DVD della versione italiana della serie

Il personaggio di Shinji fu interpretato dalla doppiatrice Megumi Ogata nella serie animata originale, nei lungometraggi Neon Genesis Evangelion: Death & Rebirth e Neon Genesis Evangelion: The End of Evangelion, nella tetralogia cinematografica Rebuild of Evangelion e nei videogiochi sulla serie, come Meitantei Evangelion e Shin seiki Evangelion - Kōtetsu no girlfriend 2nd. Con il ruolo di Shinji, enumerato dalla stessa Ogata fra i «più memorabili» della propria carriera, la seiyū raggiunse una certa notorietà tra gli appassionati di animazione. L'interpretazione le richiese degli sforzi e la provò sia fisicamente, sia psicologicamente. Nel diciottesimo episodio della serie, ad esempio, Shinji grida e ansima per diversi secondi mentre l'Eva-03 viene fatto a mezzi dal suo Eva-01, ragion per cui alla fine della sessione della puntata Ogata si sentì «dolorante in ogni parte del corpo». Lei stessa dichiarò: «Ogni volta che arrivava un nuovo copione, ogni volta che sfogliavo una pagina nuova, venivo lacerata da un nuovo dolore». Doppiando la pellicola The End of Evangelion, inoltre, dovette cercare di raggiungere «un tasso di sincronia con il regista» ancora più alto di quello della serie televisiva.
Ulteriori difficoltà si presentarono con il doppiaggio di Evangelion: 2.0 You Can (Not) Advance, seconda pellicola del Rebuild. Nell'ultimo giorno di registrazione Ogata fu costretta a gridare ad alta voce per tutto il tempo, e alla fine della sessione crollò sul pavimento dello studio esausta. Mentre era seduta a terra Hideaki Anno si sedette sul pavimento al suo fianco; Anno la lodò per il lavoro svolto e le strinse la mano, ringraziandola sia per «aver mantenuto i sentimenti del personaggio invariati», sia per aver aggiunto «tredici anni della tua esperienza a questo nuovo Shinji».
Nel capitolo seguente, Evangelion: 3.0 You Can (Not) Redo, in cui Shinji viene trattato freddamente da quasi tutti gli altri personaggi, Ogata ha dichiarato di essersi sentita come lui e di aver provato dolore emotivo. La doppiatrice vide per la prima volta la scena in cui Kaworu rivela a Shinji lo scenario post-apocalittico del pianeta Terra del lungometraggio a casa sua, quando non era ancora animata. Le registrazioni si tennero nel mese di marzo 2012, ed ella associò il paesaggio distrutto presentato dal lungometraggio alle immagini del terremoto e maremoto del Tōhoku del 2011 immaginando che la catastrofe fosse colpa sua. Durante la fase di pre-registrazione i disegni per la scena della morte di Kaworu non erano ancora definiti, e durante i ritocchi di registrazione il personale disegnò le animazioni chiave. Ogata rimase traumatizzata quando recitò la scena e dichiarò che la sua interpretazione potrebbe riflettere il suo stato emotivo, risultando «un po' traumatica».
Nel capitolo conclusivo della saga, Evangelion: 3.0+1.0 Thrice Upon a Time, la sua versione adulta è doppiata da Ryūnosuke Kamiki. Per l'episodio finale Ogata ritornò nel ruolo della sua versione giovane, venendo coinvolta più profondamente nello sviluppo della trama del lungometraggio. Anno infatti sentì di non essere più in grado di entrare nei panni di Shinji come una volta, percependosi invece più vicino a suo padre Gendō; egli dunque ebbe bisogno di Ogata per poter andare avanti nello sviluppo del personaggio, chiedendo alla doppiatrice che conclusione preferisse per il percorso del protagonista. Il regista sentì inoltre che le sole persone che fossero in grado di comprendere i sentimenti del giovane fossero la stessa Ogata e un altro membro del personale, Ikki Todoroki.
Il doppiaggio italiano del personaggio venne affidato a Daniele Raffaeli. Secondo il dialoghista italiano Gualtiero Cannarsi, curatore dell'adattamento della serie, doppiare Shinji presentò delle difficoltà e il suo ruolo fu assegnato a Raffaeli dopo undici provini, «un'enormità persino per un prodotto cinematografico». In lingua inglese è doppiato da Spike Spencer e, nella versione Netflix, Casey Morgillo, in lingua spagnola e catalana da Albert Trifol Segarra, da Víctor Ugarte nella versione latinoamericana, da Fabio Lucindo in portoghese, da Hannes Maurer in tedesco e da Donald Reignoux in francese. Per l'uscita Netflix è stato doppiato da Carlos Larios in spagnolo e Christian Zeiger in tedesco.

## Biografia
Shinji Ikari nasce il 6 giugno 2001 come figlio unico di Gendō Rokubungi e Yui Ikari, studentessa dell'Università di Kyoto e ricercatrice. Nel 2004 viene portato dalla madre nel centro di ricerca del Gehirn, il giorno di un esperimento per il collaudo dell'Evangelion 01. A causa di un incidente la donna scompare sotto gli occhi del figlio; in seguito all'avvenimento Gendō lascia il piccolo sotto la custodia di un conoscente e i due vivono separati per più di dieci anni. Una volta compiuti quattordici anni Shinji viene richiamato dal padre nella città di Neo Tokyo-3 presso la base dell'agenzia speciale Nerv, di cui il genitore è il comandante in carica. Il 22 giugno 2015 giunge nel quartier generale dell'organizzazione. Lo stesso giorno un essere mostruoso chiamato angelo attacca la città, mettendo in difficoltà le forze armate delle Nazioni Unite. Per far fronte alla minaccia a Shinji viene ordinato di pilotare un mecha chiamato Evangelion, ma, a causa del forte risentimento che nutre verso il genitore, rifiuta di salire a bordo dell'unità. Gendō fa richiamare in sua vece Rei Ayanami, ferita in un incidente; alla vista della ragazza dolorante Shinji accetta il proprio compito. Il giovane viene dunque insignito del titolo di Third Children e gli viene affidata l'Unità 01, al cui interno è racchiusa l'anima di sua madre. Dopo il combattimento si trasferisce a Neo Tokyo-3, ma a causa delle discrepanze fra lui e suo padre va a vivere nell'appartamento del suo superiore, il capitano Misato Katsuragi, che diventa la sua tutrice legale.
Con il definitivo arruolamento nella Nerv iniziano a notarsi in lui cambiamenti. Egli stringe amicizia con i suoi compagni di scuola, quali Tōji Suzuhara e Kensuke Aida, e stringe rapporti con le sue due colleghe Rei Ayanami e Asuka Sōryū Langley. Dopo ulteriori scontri e il proseguire degli eventi il giovane incontra il Fifth Children, Kaworu Nagisa. Nonostante il breve tempo trascorso insieme i due giovani instaurano un rapporto di stima e affetto reciproci. Kaworu rivela la sua identità di diciassettesimo e ultimo angelo, Tabris, intento a ricongiungersi con il primo angelo Adam, apparentemente custodito nel quartier generale della Nerv. Shinji rimane scosso dalla rivelazione e ricevuto l'ordine di annientare Kaworu si dirige al suo inseguimento con il proprio Evangelion 01. Dopo aver scoperto che nel quartier generale della Nerv è custodito in realtà il secondo angelo, Lilith, Kaworu si lascia catturare dall'Eva-01, chiedendo all'amico di ucciderlo, cosa che Shinji compie esitante. Egli, tormentato al pensiero di aver ucciso Nagisa, comincia a interrogarsi circa il significato della vita e sui motivi che lo hanno spinto a salire a bordo dell'Eva e combattere. Durante un processo chiamato Perfezionamento dell'uomo, in cui tutte le anime degli esseri umani si fondono in un'unica coscienza collettiva, il ragazzo prende coscienza del proprio potenziale e l'importanza dei propri pensieri. In tal modo egli fa scoppiare la bolla che rappresentava il suo mondo. I personaggi riappaiono nella loro individualità e lo applaudono, congratulandosi con lui; Shinji, sorridendo, li ringrazia tutti.
Nella pellicola The End of Evangelion, una volta salito a bordo dell'Unità 01, Shinji vede l'Eva-02 di Asuka ridotto a brandelli dai nove Mass Production Model, costruiti per volontà di un'organizzazione chiamata Seele. Sconvolto, il giovane urla in preda al panico e alla rabbia. Le sue grida richiamano un'arma conosciuta come lancia di Longinus dalla Luna. In seguito all'avvenimento i nove Evangelion nemici circondano e catturano lo 01 con il Third Children al suo interno, dando inizio al Perfezionamento dell'uomo. A differenza di quanto previsto nei piani originali della Seele il ragazzo si ritrova nella condizione di poter decidere il corso del processo. Shinji, superata l'ansia sociale e la paura di restar ferito dal contatto umano, sceglie di vivere in un mondo in cui esistono anche gli altri, facendo fallire i piani dell'organizzazione. In seguito alla sua decisione l'Eva-01 si dirige verso lo spazio. Il giovane si risveglia infine in un mondo nuovo con Asuka al proprio fianco.

## Personalità
(Megumi Ogata, doppiatrice giapponese di Shinji)

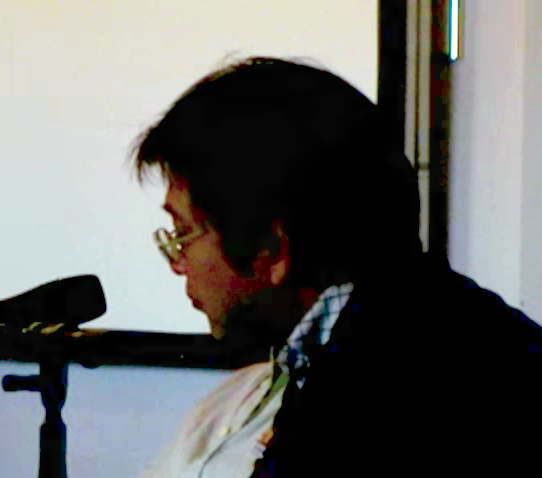
«[Volevo] un personaggio freddo e senza ambizioni, il tipo di persona che vorrebbe suicidarsi ma che non se la sente di farlo. Volevo creare un personaggio malinconico che aveva rinunciato alla vita»
—Yoshiyuki Sadamoto, character designer della serie animata

Shinji è un ragazzo introverso, chiuso, con pochi amici e incapace di comunicare con il proprio prossimo. Egli evita il contatto umano, in modo che non possa ferire gli altri o essere a sua volta ferito da loro. Nelle sue relazioni interpersonali adotta un atteggiamento passivo, che lo porta a subire senza determinazione la volontà altrui e a chiedere costantemente scusa. Anche il suo abbigliamento lascia pensare che egli non scelga i propri indumenti, ma che si limiti a indossare senza lamentarsi gli abiti che gli vengono forniti. Yoshiyuki Sadamoto lo ha descritto come «il classico tipo che vorrebbe fregarsene del parere degli altri, ma che alla fine è molto interessato a quello che gli altri pensano di lui», il tipo di personaggio che vorrebbe rinchiudersi nel proprio stesso guscio. La doppiatrice giapponese del personaggio, Megumi Ogata, si è espressa sul personaggio dicendo: «Shinji è un tipo davvero strano. Non si comporta come un normale personaggio di un cartone animato, ma parla in modo pacato e riservato, come se fosse stato improvvisamente catapultato in un mondo animato». Hideaki Anno lo ha descritto come un «codardo», un ragazzo convinto di essere una persona «completamente inutile» e indesiderata. Il suo carattere inoltre lo porta a sottrarsi dal confronto con gli altri e a disobbedire agli ordini che gli vengono imposti dai superiori.
Secondo il critico Manabu Tsuribe Shinji non si evolve, e a differenza di quanto comunemente associato al concetto di eroe nel corso degli eventi non cresce, né diventa indipendente o maturo. Nonostante il suo ruolo da protagonista e l'importante incarico assegnatogli combatte con riluttanza, manifestando emozioni negative e sentimenti lontani da quelli di un eroe, come collera, paura e vulnerabilità. Le paure del ragazzo hanno radice nella situazione familiare, più nello specifico nel rapporto con la figura paterna. Gendō è la fonte di un conflitto interiore per il proprio figlio. Per il piccolo Shinji l'abbandono del genitore è stata la fonte di un trauma emotivo, che ha contribuito ad alimentare il suo senso di solitudine. Tale trauma lo ha portato a dubitare del valore della propria esistenza, avvilirsi e a ricercare una sua raison d'être (存在理由?, sonzai riyū, lett. "ragion d'essere"). Shinji prova per il padre un sentimento simile a ostilità e contemporaneamente amore e odio. Nonostante gli attriti però il ragazzo vorrebbe essere accettato e potersi fidare di lui. Secondo lo scrittore Gerald Alva Miller il giovane cova un intimo desiderio di accettazione, restando però incapace di accogliere realmente l'amore di un altro essere umano.
Nel primo episodio della serie originale Shinji ripete a sé stesso le parole «Non devo fuggire!», cercando di convincersi a salire a bordo dell'Eva e affrontare suo padre. L'incitamento diventa una delle più tipiche esclamazioni del personaggio, che a causa della sua personalità è costretto a sforzarsi per raccogliere il coraggio necessario a compiere delle scelte difficili. Con il tempo inizia a chiedersi ossessivamente quale sia il motivo che lo spinge a salire sull'Evangelion 01 nonostante la sofferenza e la pressione che comportano il ruolo di pilota. Nel corso della ventesima puntata ricorda di essere fuggito dal sito di sperimentazione nel quale sua madre perse la vita, episodio che fece nascere in lui l'idea di non dover fuggire dalle cose spiacevoli, descritto dai fascicoli ufficiali della serie come un pensiero compulsivo. Gli ultimi due episodi della serie animata si focalizzano sul percorso e sulla psicologia del ragazzo, facendo il punto sulla sua esperienza di vita e sulle sue difficoltà relazionali. Durante le puntate si chiede quale sia il suo più grande timore e la vera ragione che lo spinge a salire a bordo dell'Eva, confessando di aver paura di sé stesso e di temere suo padre. L'unica ragione per cui pilota lo 01 in realtà è quella di ottenere l'affetto e l'approvazione delle altre persone, suo padre in particolare. Anche secondo Megumi Hayashibara, doppiatrice di Rei Ayanami, Shinji non è animato da idealismo o eroismo come dice, ma dal desiderio di approvazione verso Gendō.
Lo psichiatra Kōji Mizobe lo ha indicato come un ragazzo dipendente e incapace di comunicare. Per Mizobe però la caratteristica fondamentale di Shinji è la socievolezza, perché abituato a essere in sintonia con gli altri, ad accettarli, imitarli e diventare una cosa sola con loro. Nel nono episodio, per esempio, sincronizza senza problemi i suoi movimenti con quelli di Asuka, e Mizobe ha visto in questo particolare una prova della sua capacità di osservare e incorporare le caratteristiche altrui dentro di sé. Secondo Tsurumaki, assistente alla regia della serie, egli è l'esatto opposto di ciò che appare superficialmente, e, stando alle sue parole: «[Shinji] non è né codardo e né indeciso; è ostinato e non presta mai veramente attenzione alle altre persone». Anno ha descritto Shinji come un ragazzo «introverso» e «virtuoso» che tende a categorizzare le cose, il tipo di personaggio che tende a nascondere qualcosa, «come il modo per sfuggire a quella chiusura». Secondo Sadamoto inoltre non è così pessimista come percepito; con l'eccezione di The End of Evangelion, in cui viene rappresentato «cupo e introspettivo», egli ha dichiarato di non aver mai avuto l'impressione di un personaggio cupo nella serie originale. Secondo Ogata inoltre la pellicola rappresenterebbe la fine della crescita di Shinji, chiudendo con naturalezza il suo percorso dall'infanzia al mondo adulto.

### Versioni alternative
In una scena dell'ultimo episodio della serie animata viene presentato un universo alternativo con una storia differente rispetto a tutte le puntate precedenti; nella realtà parallela Shinji vive con entrambi i genitori ed è un normale studente delle scuole medie. La stessa caratterizzazione è rintracciabile nel videogioco Shin seiki Evangelion - Kōtetsu no girlfriend 2nd. Il personaggio compare anche nelle varie opere derivate dalla serie. Nel manga Neon Genesis Evangelion The Shinji Ikari Raising Project viene presentato come un amico d'infanzia di Asuka e un lontano parente di Rei, mentre nell'ONA Petit Eva - Evangelion@School, parodia dell'anime originale, viene raffigurato come un ragazzo timido e spaventato dall'idea di crescere, ma solare e popolare tra gli studenti della sua scuola, la terza accademia municipale "Nerv" di Neo Tokyo-3. Nel manga Evangelion - Detective Shinji Ikari i personaggi di Ryōji Kaji e Kaworu Nagisa vengono raffigurati come due investigatori privati a cui Shinji è costretto a rivolgersi, finendo per indagare su un caso di cronaca.
Ulteriori differenze vengono presentate nella tetralogia cinematografica Rebuild of Evangelion. In Evangelion: 2.0 You Can (Not) Advance il ragazzo viene raffigurato nelle vesti di un individuo più coraggioso e aperto rispetto alla sua controparte originale, voglioso di crescere e di diventare più sicuro di sé. Nella pellicola successiva, Evangelion: 3.0 You Can (Not) Redo, il ragazzo, risvegliatosi dopo quattordici anni dagli eventi del secondo capitolo, scopre che le sue azioni hanno avuto drastiche conseguenze sul pianeta, che ha subito cambiamenti così violenti da essere diventato quasi inabitabile. I suoi conoscenti sembrano odiarlo, rifiutandosi di spiegarne le ragioni, e per impedire al giovane di salire a bordo di un Evangelion gli viene applicato un collare esplosivo. L'unica persona con cui riesce a stringere amicizia è Kaworu Nagisa, che gli offre la possibilità di ricominciare da capo e di rimediare agli errori passati. Shinji fallisce però nell'intento, e Kaworu muore dicendogli che un giorno si incontreranno nuovamente.
In Evangelion: 3.0+1.0 Thrice Upon a Time, ultimo capitolo della saga, Shinji, ancora sconvolto dalla morte di Kaworu, vaga senza volontà di vivere con Asuka e Rei. Con le due compagne raggiunge una cittadella protetta abitata dai sopravvissuti ai vari Impact e isolata dal mondo esterno, il Villaggio-3. Qui Shinji incontra i suoi vecchi compagni di classe Tōji, Kensuke e Hikari Horaki, e con la spinta di Asuka e Rei riacquista gradualmente la volontà di vivere. Egli decide quindi di partire con Asuka e gli altri della Wille per l'Antartide, ove Shinji a bordo dell'Eva-01 affronta suo padre Gendō e il suo Eva-13. Non potendolo sconfiggere con la forza bruta il ragazzo decide di parlare con lui; a fine processo Gendō chiede scusa a Shinji e lo abbraccia. Shinji si ritrova dunque in un mondo rinato e su una spiaggia incontra Mari Illustrious Makinami, dicendo addio a tutti gli Evangelion. Poco dopo si intravede uno Shinji visibilmente cresciuto in una stazione; Mari gli viene incontro, e i due si incamminano insieme in un mondo nuovo tenendosi per mano.

#### Manga
Nel manga di Yoshiyuki Sadamoto Shinji ha un carattere più testardo e forte; l'autore ha cercato di rappresentarlo come un «ragazzaccio», un giovane adolescente più ribelle dell'insicuro Shinji di Hideaki Anno. Se nella serie classica il suo motto personale è «Non devo fuggire», per la versione a fumetti l'artista ha deciso di cambiare il tema principale, spostandolo su quello dell'onestà verso sé stessi. Lo Shinji di Sadamoto poco prima di incontrare Misato per la prima volta riflette sulla sua vita, dando subito prova di essere diverso dalla controparte animata. Nel quarto episodio dell'anime il Third Children fugge di casa sopraffatto dalle responsabilità personali, mentre nella versione di Sadamoto egli scappa una volta resosi conto che Misato spia le sue mosse e documenta i suoi movimenti. Anche l'introduzione di Langley è differente; nel manga Shinji non affronta l'angelo Gaghiel con Asuka, ma assiste passivamente alla battaglia vista da un proiettore della Nerv; Kaji d'altra parte nel fumetto diventa con il tempo il suo mentore.
Dopo la battaglia contro Bardiel, in cui il suo compagno Suzuhara perde la vita, tenta di sferrare un pugno al padre in preda alla rabbia. A differenza del diciottesimo episodio della serie classica, in cui l'Eva-03 viene fatto a pezzi dal Dummy System senza che Shinji sia al corrente dell'identità del suo pilota, nel manga egli è consapevole che il suo pilota è Suzuhara. Particolarmente tormentato è il suo rapporto con Kaworu; a differenza della serie classica Shinji prova astio nei suoi confronti, accusandolo di violare il proprio spazio personale, e in un capitolo arriva a strangolarlo. Le differenze si acuiscono verso i capitoli finali, corrispondenti al lungometraggio conclusivo The End of Evangelion del 1997; le motivazioni e il percorso interiore del ragazzo durante il Perfezionamento dell'uomo sono differenti, offrendo una visuale più ottimistica del lungometraggio originale. Durante l'attacco delle Forze di autodifesa Shinji non viene salvato da Misato, ma da suo padre, che nell'occasione gli confessa di aver provato gelosia nei suoi confronti fin dalla nascita, perché improvvisamente centro delle attenzioni e dell'affetto della moglie. Dopo aver rinunciato al Perfezionamento, inoltre, il ragazzo continua a vivere in un mondo dove i Mass Production Model si sono pietrificati e nessuno conosce l'origine dei relitti; in un paesaggio innevato Shinji incontra una ragazza identica ad Asuka in mezzo alla folla, stringendole la mano nei pressi delle porte di un treno.
Sadamoto decise di occuparsi del fumetto guardando i primi episodi della serie animata e riflettendo sulle battute del ragazzo, chiedendosi, stando a quanto da lui stesso dichiarato, «come fosse il mondo visto con gli occhi di Shinji». Fu questo a portarlo a cambiare dei dettagli del personaggio, mutandone la caratterizzazione. Durante la realizzazione dell'opera l'autore si sforzò di conciliare la sua versione di Shinji con gli adolescenti del ventunesimo secolo, ripensando alla guerra del Golfo e chiedendosi come si sarebbe comportato un quattordicenne all'idea di andare in guerra e salire improvvisamente su un elicottero. Nell'ottica di Anno, secondo Sadamoto, una persona contorta nasconde il suo lato folle dietro una facciata affascinante, «proprio come tutti i giovani d'oggi», mentre l'approccio del mangaka è l'opposto, con personaggi dalla facciata contorta e un nocciolo stoico e serio, «proprio come dei bambini piccoli». Egli ha descritto il suo Shinji come il tipo di personaggio che si rifiuta di ascoltare ma che alla fine «compie le scelte giuste». Egli cercò di creare un personaggio attinto dalla parte più stoica della propria personalità. Per delineare la psicologia del ragazzo si ispirò alla sua esperienza personale, ripensando alla sua adolescenza e cercando di trasporre la propria vita su carta.

## Psicologia
(Hideaki Anno, 28 settembre 2006)

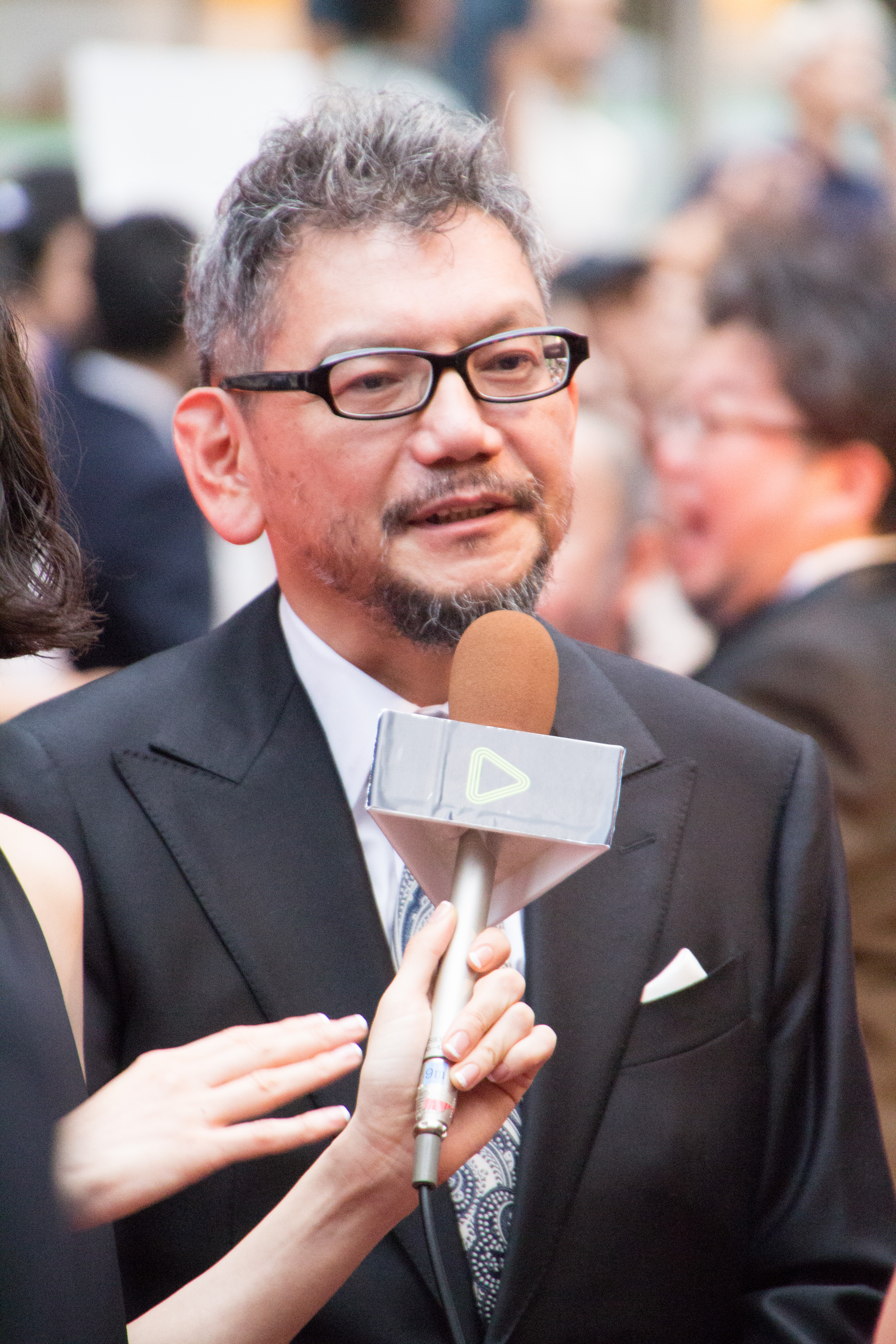
«[Shinji è] un ragazzo che si ritrae dal contatto umano. E cerca di vivere in un mondo chiuso, condannandosi da solo. Un giovane [...] che non riesce nemmeno a suicidarsi. [..] [Sia Shinji, sia Misato] sono persone estremamente spaventate dall'idea di poter essere feriti, e ambedue inadatti (mancando di un atteggiamento positivo) a essere definiti eroi di una storia»
—Hideaki Anno

Nei primi episodi, appena trasferitosi nella scuola media di Neo Tokyo-3, Shinji fatica a stringere amicizia con i suoi nuovi compagni di classe e mantiene un atteggiamento riservato, laconico e freddo. Secondo la dottoressa Ritsuko Akagi il ragazzo soffre del dilemma del porcospino, espressione appartenente alla terminologia psicoanalitica e introdotta da un racconto del filosofo tedesco Arthur Schopenhauer: il Third Children, similmente ai porcospini del racconto di Schopenhauer, teme che le persone vicino a lui possano essere ferite e si ritrae dal contatto umano. La sua relazione con il maggiore Misato Katsuragi ricalca l'allegoria schopenhaueriana, secondo la quale in qualunque rapporto umano è necessario mantenere una certa distanza psicologica ed emotiva pur di non ferirsi vicendevolmente. Il concetto viene citato nuovamente nella quarta puntata, intitolata Hedgehog's Dilemma, in cui i due personaggi riescono ad avvicinarsi senza farsi del male superando il dilemma. Hedgehog's Dilemma però non è la traduzione esatta dell'espressione di Schopenhauer, che si riferisce al porcospino o istrice (Stachelschweine in lingua tedesca): la dicitura corretta sarebbe Porcupine Dilemma. Il termine hedgehog indica il riccio, un animale simile al porcospino ma dagli aculei più piccoli e meno irti. La differenza rimanda a una precisa scelta stilistica degli autori, che tende a creare un'immagine più delicata del personaggio di Shinji.
Nella sua psicologia inoltre è individuabile un marcato complesso edipico nei confronti del padre Gendō, a cui si contrappone un interesse affettivo e sentimentale verso Rei Ayanami, clone genetico di sua madre. La trama di Neon Genesis Evangelion è dunque interpretabile come una rivisitazione in chiave moderna della leggenda di Edipo, nella quale il giovane si sente al contempo amato e odiato dalle due figure genitoriali. Shinji, secondo Hideaki Anno, durante gli eventi «uccide» metaforicamente suo padre, sottraendo e allontanando sua madre da lui:
(Hideaki Anno)
I critici hanno interpretato gli angeli come figure paterne che Shinji è chiamato ad annientare; l'Eva-01 invece è stato interpretato come un palliativo di sua madre. L'improvvisa e prematura scomparsa del genitore ha provocato un trauma emotivo nel piccolo Shinji, spingendolo a cercare un sostituto della perduta figura materna nelle donne che lo circondano e nell'Evangelion 01. All'inizio della serie il ragazzo dipende dall'Unità 01, ma con il progredire degli eventi e delle battaglie risente negativamente di questa dipendenza. Il suo inserimento all'interno dell'umanoide è stato inoltre paragonato a un ritorno freudiano al grembo materno, da cui il ragazzo deve rendersi indipendente per poter diventare adulto. Nel ventesimo episodio dell'anime, intitolato Weaving a story 2: oral stage, Shinji viene infatti intrappolato e assimilato all'interno dell'Eva-01; durante un flusso di coscienza egli rivive la scena della sua nascita, ritrovando la speranza per ritornare a vivere nel mondo reale e riacquistare il proprio corpo. Shinji durante il processo ha delle visioni che richiamano la fase orale, la prima tappa dello sviluppo psicosessuale nella teoria psichica freudiana, fra le quali una scena in cui viene allattato ancora in fasce al seno della madre. Egli presenta delle caratteristiche associate alla personalità orale, riscontrabile in alcuni individui non allattati abbastanza nell'infanzia e dipendenti, bisognosi di attenzioni e intrappolati in una costante ricerca di affetto e approvazione. Il Third Children quindi con la visione del seno della madre risolve metaforicamente la propria fissazione orale, diventando un individuo più coscienzioso di sé.
L'Eva-01 è per lui fonte di ambivalenza; Shinji in termini psicologici opera una scissione del seno, un processo psichico mediante il quale il neonato, non riuscendo a gestire i propri sentimenti ambivalenti, divide in due la sua percezione del seno materno, vedendo un "seno buono" e un "seno cattivo" invece che un oggetto unitario. L'Unità 01 è stata accostata a un "seno cattivo" che intrappola il ragazzo al proprio interno e che ne annulla la personalità, mentre l'anima di Yui custodita al suo interno lo salva, permettendogli di continuare a vivere nel mondo reale. Anche l'episodio conclusivo della serie reinterpreta la teoria psicoanalitica freudiana della fase orale, secondo la quale il bambino nei suoi primi anni di vita sarebbe convinto di avere due madri, chiamate "mamma buona" e "mamma cattiva". Secondo Anno nel corso della puntata Shinji vede sia il lato buono sia il lato oscuro delle altre persone, come un neonato che nella fase orale si rende conto che possono coesistere due personalità diverse all'interno di un singolo individuo. L'episodio, la cui vicenda è interamente ambientata all'interno della coscienza del ragazzo, termina con le didascalie «A mio padre, grazie» e «A mia madre, addio», con le quali Shinji si affranca dalla rivalità con il padre e si libera dal suo desiderio edipico. Nel finale cinematografico inoltre sceglie di vivere nel mondo reale con le altre persone, nonostante nutra ancora paura di ferire o essere ferito dal contatto umano, rinunciando al Perfezionamento dell'uomo e accettando incondizionatamente gli altri.

## Riferimenti e interpretazioni del personaggio
(Hideaki Anno nel 1995, poco prima della messa in onda)
Shinji è stato interpretato come un alter ego di Hideaki Anno. Secondo Ramsey Isler di IGN i suoi sentimenti sarebbero un riflesso di quelli del regista, che durante la produzione della serie avrebbe affrontato un periodo di depressione durato quattro anni. Seguendo questa linea esegetica Isler ha interpretato la caratterizzazione del personaggio e le sue battaglie contro gli angeli come una metafora dei tentativi di Anno «di sconfiggere i propri demoni interni». Anche l'assistente alla regia, Kazuya Tsurumaki, ha dato una simile interpretazione del personaggio e di Evangelion, lavorando alla serie con l'idea che le emozioni di Shinji siano un riflesso dei sentimenti di Anno: «È per questo che nelle sessioni di pianificazione del copione dicevo sempre qualcosa del tipo: "Non è troppo eroico per Shinji dire questo? Hideaki Anno non è così eroico"». Tsurumaki inoltre in un primo momento pensò che Shinji avrebbe potuto essere capito «soltanto dagli appassionati giapponesi di questa generazione».
Il personaggio è stato interpretato da Fabio Bartoli come un «perfetto rappresentante» della generazione otaku, «essendo un giovane con difficoltà relazionali e avvezzo a passare molto tempo a casa». Per Bartoli, inoltre, l'ultima scena della serie classica, in cui la prigione di vetro del ragazzo si frantuma e termina la sua seduta psicoanalitica, potrebbe essere un riferimento agli shinjinrui (新人類? lett. "nuova razza umana"), cioè la generazione giapponese nata verso gli anni settanta, caratterizzata da pensieri e atteggiamenti completamente alieni dalle precedenti e nota anche come crystal-zoku (クリスタル族? lett. "tribù di cristallo"); secondo il ricercatore Evangelion potrebbe essere visto come «un vangelo per gli shinjinrui», e il processo di liberazione personale del suo protagonista rispecchierebbe quello generale auspicato da Anno. Analoga interpretazione è stata data dallo scrittore Andrea Fontana, secondo il quale Shinji sarebbe accostabile agli otaku per via della sua incapacità comunicativa e relazionale. La parabola evolutiva di Shinji è stata conseguentemente interpretata da Fontana come «un'esortazione» rivolta alla società giapponese e ai giovani dell'epoca, un invito «a rompere la gabbia di cristallo in cui si sono rinchiusi», guardando con fiducia al proprio prossimo.
Per il sociologo giapponese Tsutomu Hashimoto Shinji sarebbe un erede del clima della società giapponese degli anni settanta e ottanta, impegnata nella ricerca di libertà dai vincoli sociali e dalle figure dei padri di famiglia autoritari; il sociologo ha citato come simbolo di questa ricerca di libertà il musicista Yutaka Ozaki, che cercò di fuggire dalle imposizioni del sistema scolastico e che alla fine ritornò alla figura materna. Hashimoto ha paragonato la scelta finale di Shinji, in cui il giovane rifiuta il Perfezionamento voluto dall'autoritario padre Gendō, al concetto di liberalismo, che prescrive il rispetto di qualunque identità individuale.
Altri critici hanno associato il personaggio alla gioventù e al clima del Giappone dei Novanta, scosso dall'attentato alla metropolitana di Tokyo operato dalla setta giapponese Aum Shinrikyō, il terremoto di Kobe del 1995 e lo scoppio della bolla speculativa giapponese. Hiroki Azuma, filosofo e critico culturale giapponese, parlando del "non dover fuggire" di Shinji ha descritto Evangelion come una storia di un'ansia senza causa, collegando tale sentimento alle ripercussioni avutesi dopo l'attentato di Aum Shinrikyō. Azuma inoltre ha descritto Shinji e altri personaggi della serie come «personaggi stereotipati» tramite i quali Anno sarebbe riuscito a descrivere gli anni novanta.
Dei tratti caratteriali di Shinji sono stati ricondotti dai critici a patologie psichiatriche, come il disturbo depressivo, l'ansia, la fobia sociale e il disturbo borderline di personalità. Walter Veit di Psychology Today ha collegato il suo atteggiamento passivo al concetto di malafede postulato dal filosofo francese esistenzialista Jean-Paul Sartre e al suicidio filosofico di Albert Camus. Lo scrittore Paul M. Malone lo ha paragonato al giurista e scrittore tedesco Daniel Paul Schreber, notando «un sorprendente livello di intertestualità» con le sue Memorie di un malato di nervi, pur non ritenendo Evangelion basato direttamente sulle Memorie. Malone, seguendo la critica e scrittrice giapponese Kotani Mari, ha descritto Shinji come un personaggio effeminato e androgino. Secondo Mari Shinji si effeminerebbe nel corso della vicenda, diventando una sorta di «salvatore femminile». Altri critici lo hanno descritto come una figura messianica e paragonato a Gesù Cristo, che in giapponese è noto con l'epiteto di shinjin (しんじん o 神人? lett. "Dio e uomo"). Egli è stato inoltre paragonato all'eroe tragico Edipo. Patrick Drazen, scrittore e studioso di animazione giapponese, ha paragonato il dilemma affrontato da Shinji nel ventiquattresimo episodio contro l'angelo Tabris ad Amleto, protagonista dell'omonima tragedia di Shakespeare.
Nel diciottesimo episodio Shinji si rifiuta di combattere contro l'Unità 03, tenuta in ostaggio dall'angelo Bardiel assieme al suo pilota, entrando in contrasto con suo padre Gendō; Yūichirō Oguro, curatore di contenuti delle edizioni home video di Neon Genesis Evangelion, ha paragonato il loro conflitto al dilemma della "tavola di Carneade" dell'omonimo filosofo greco, nel quale si immaginano due uomini ritrovarsi a contendersi una tavola per poter sopravvivere dopo un naufragio. Secondo il dilemma di Carneade, già citato nella precedente opera di Anno Punta al top! - GunBuster, potrebbe essere eticamente legittimo uccidere un altro essere umano in situazioni estreme di vita o di morte. Fontana inoltre ha paragonato l'«edipicità» della serie ad altre opere del genere mecha, come quelle del regista Yoshiyuki Tomino. L'idea di un pilota chiuso e introverso infatti è stata rintracciata anche in Amuro Ray, protagonista di Mobile Suit Gundam dello stesso Tomino. Per l'artista Takashi Murakami il dramma interiore vissuto da Shinji potrebbe essere visto come il punto d'arrivo dei prodotti favoriti dagli otaku usciti dopo il dopoguerra, come Godzilla, le serie del franchise Ultra, La corazzata Yamato o lo stesso Gundam, in cui le figure degli eroi si interrogano sempre di più sulle loro missioni di difesa della Terra. Secondo Toshio Okada, ex presidente della Gainax e conoscente di Hideaki Anno, Evangelion e Gundam sarebbero completamente differenti; per Okada uno dei temi principali di Gundam è «il desiderio del protagonista di essere riconosciuto dalle altre persone», dal momento che negli anime mecha in genere i personaggi cercano di cambiare il mondo, mentre in Evangelion «nessuno può salvare il mondo», complicando il genere e facendo sorgere nuovi interrogativi.

## Accoglienza

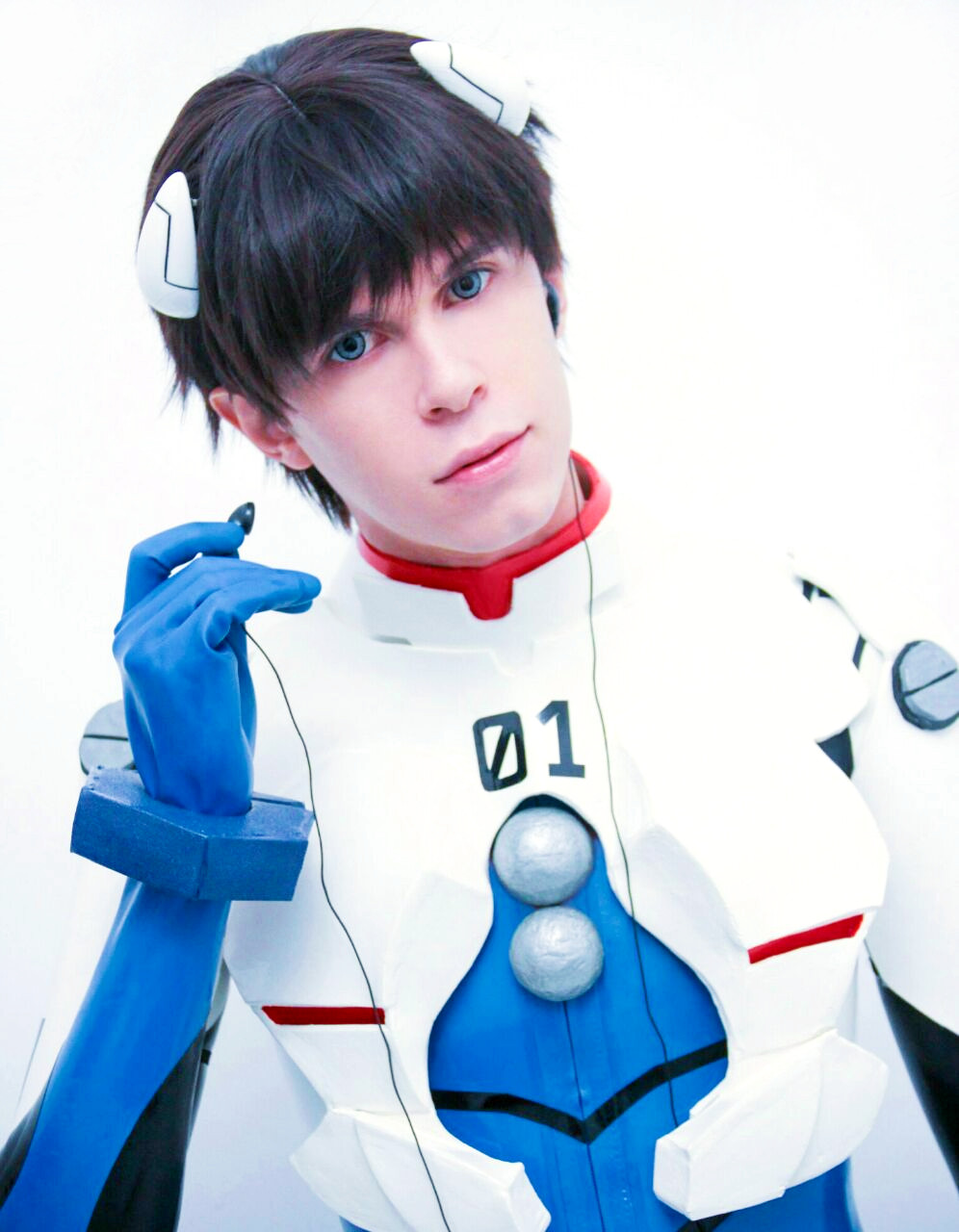
Un cosplayer di Shinji Ikari in Plugsuit

Shinji in Giappone ricevette una buona accoglienza. L'apprezzamento del personaggio si rifletté nei sondaggi di popolarità, anche a distanza di anni dalla prima messa in onda dell'anime. Dopo la conclusione della serie, ad esempio, Shinji si posizionò secondo fra i personaggi maschili più popolari del momento nell'Anime Grand Prix del 1996, un grande sondaggio annuale condotto dalla rivista giapponese Animage, con soli duecento voti di scarto rispetto al personaggio più popolare, Duo Maxwell di Gundam Wing. Nelle classifiche dei due anni successivi riuscì invece a salire al primo posto. Nel Grand Prix del 1997 ottenne circa milleduecento voti, più del doppio rispetto al secondo personaggio, Kaworu Nagisa. Shinji inoltre comparve per diversi anni nei sondaggi mensili della rivista, rimanendo fra i venti personaggi più popolari nelle indagini del 1996, del 1997 e del 1998.
Nel 1998 Animage lo piazzò al ventunesimo posto fra i personaggi più popolari del momento e cinquantacinquesimo l'anno seguente. Nel 1998 emerse al primo posto in un sondaggio del periodico Animedia sui migliori personaggi cupi degli anime con 12 167 voti, e la stessa rivista ne elogiò la complessità. Per diversi anni egli comparve inoltre nelle classifiche annuali di popolarità del periodico, solitamente fra i primi dieci posti.
Nel 2002 l'emittente televisiva TV Asahi lo inserì al 77º posto tra i personaggi più popolari della storia dell'animazione giapponese e al 25º in una classifica simile del 2007 limitata agli eroi di sesso maschile. Un analogo risultato si registrò in occasione di un'indagine del 2014 rivolta agli stranieri residenti in Giappone; alla domanda «A quale personaggio aspiri a somigliare?» gli intervistati diedero una grande varietà di risposte, fra le più gettonate delle quali Shinji Ikari conquistò il settimo posto.
Anche la rivista specializzata Newtype ebbe modo di sottolineare la popolarità del personaggio. Nell'agosto e nel settembre 2009 emerse al terzo e al primo posto fra i personaggi più apprezzati dai lettori del periodico. Nel mese di ottobre dello stesso anno riuscì a posizionarsi al terzo posto e a rimanere il personaggio maschile più popolare di Neon Genesis Evangelion. A marzo dell'anno seguente Newtype lo elesse il personaggio maschile più popolare degli anni novanta. Nel 2012 l'emittente Fuji TV chiese a circa quattordicimila appassionati quale fosse il miglior eroe animato di sempre; nell'occasione Shinji Ikari ottenne il ventesimo posto fra i personaggi più votati. Nel 2016 figurò tredicesimo in un sondaggio condotto dal sito Anime News Network sui migliori piloti dell'animazione giapponese. Nel 2020 NHK ha chiesto a un largo numero di appassionati di Eva quale fosse il loro personaggio preferito della serie e Shinji ha guadagnato il quarto posto.

### Critica
(Nick Verboon)
Il personaggio di Shinji Ikari ha suscitato pareri contrastanti e ha diviso in due la critica. I detrattori ne hanno criticato l'insicurezza, la debolezza e l'assenza di risolutezza. Raphael See di T.H.E.M. Anime Reviews, ad esempio, parlando della caratterizzazione dei personaggi di Evangelion, trovata da lui «un po' cliché, o più semplicemente irritante», ha criticato l'atteggiamento pessimista di Shinji, «sempre giù di morale» e propenso a «piangersi addosso». I siti Screen Rant e Comic Book Resources lo hanno inserito agli ultimi posti fra i migliori personaggi della serie. Secondo il sito Japanator, inoltre, egli è un pilota mediocre e smidollato. Altri critici ne hanno elogiato la caratterizzazione e il realismo; fra questi rientra Susan J. Napier, scrittrice e studiosa di animazione, secondo la quale Shinji potrebbe essere definito «il personaggio maschile con la psicologia più complessa mai creata». Sulla stessa linea di pensiero si è mostrato anche Chris Mackenzie del sito IGN, che lo ha inserito al venticinquesimo posto tra i migliori personaggi anime.
I critici lo hanno definito uno dei personaggi maschili più riconoscibili della storia dell'animazione giapponese. Ryudo Nakakura, studioso giapponese di animazione, ne ha lodato la psicologia, dicendo: «Shinji è ben lungi dall'essere un eroe, ma è proprio in virtù della sua imperfezione che gli spettatori riescono a empatizzare con i suoi tormenti emotivi e a entrare realmente nella vicenda». Jen Contino della rivista Anime Invasion ne ha elogiato la caratterizzazione e lo ha inserito al nono posto fra i migliori personaggi animati di tutti i tempi. Nel 2013 Lynzee Lam di Anime News Network lo ha inserito al primo posto fra i sette eroi più "piagnucoloni" della storia dell'animazione nipponica, apprezzandone però le motivazioni e il realismo psicologico. Fa eco il suo collega Martin Theron, che ne ha elogiato la verosimiglianza e la maggiore risolutezza dimostrata nella pellicola Evangelion: 1.0 You Are (Not) Alone. Ramsey Isler di IGN lo ha eletto miglior personaggio della storia dell'animazione giapponese, lodando l'originalità della sua caratterizzazione e difendendolo dalle critiche. Secondo il recensore il personaggio susciterebbe l'antipatia degli spettatori perché ingiustamente considerato «un fifone lamentoso, strisciante e senza speranza», critiche a cui ha risposto chiedendo: «Quale quattordicenne non lo sarebbe stato, dopo tutto quello che ha dovuto affrontare lui?». Isler ha concluso il suo commento dicendo: «Shinji è un personaggio che sfida gli spettatori, che non offre al pubblico un superficiale potere fantastico come ci si aspetterebbe da molti altri anime oltre Evangelion. Sì, è patetico, ma è proprio questo a renderlo stupendo».
Il suo ruolo e la sua psicologia nel Rebuild of Evangelion hanno suscitato pareri più positivi; i critici ne hanno apprezzato la personalità più aperta e risoluta. Diversi recensori hanno espresso parole di lode per la sua parabola evolutiva presentata nell'ultimo capitolo della saga, Evangelion: 3.0+1.0 Thrice Upon a Time. Per Henrique Padula di IGN nel corso del lungometraggio Shinji mostrerebbe «il motivo per cui è uno dei migliori e più realistici eroi degli anime». Daniel Kurland di Comic Book Resources ha scritto che: «Shinji merita di essere felice, e ciò rende Thrice Upon a Time una conclusione più potente [di The End of Evangelion]».

## Influenza culturale emerchandising

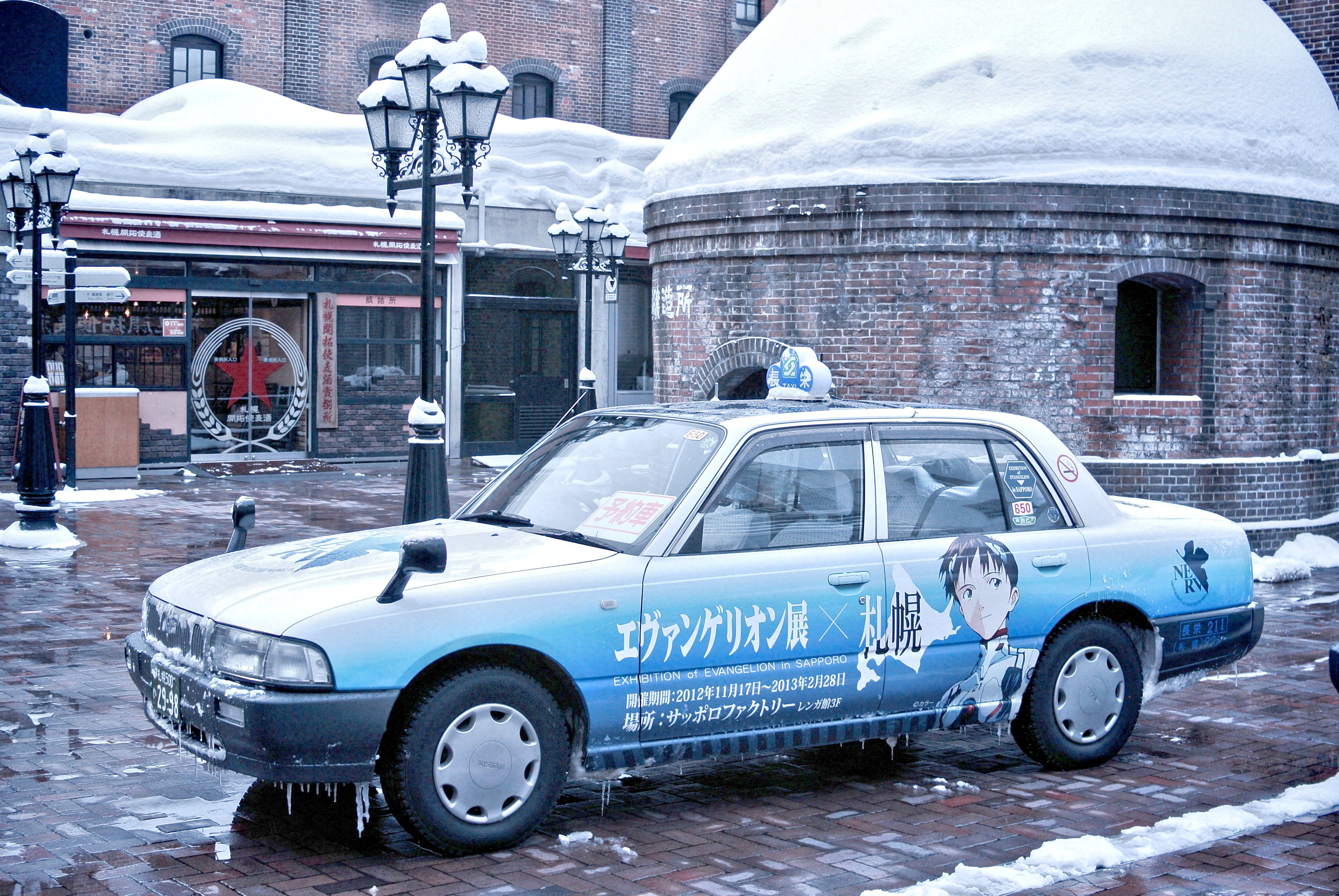
Un taxi con la livrea decorata con l'immagine di Shinji a Sapporo

Nel corso degli anni sono stati prodotti diversi articoli di merchandising ispirati al personaggio di Shinji, come magliette, biancheria intima, action figure, modellini collezionabili, occhiali, riproduzioni dei suoi indumenti, profumi, bevande, lettori Sony e linee di abbigliamento. Shinji è stato usato anche per delle campagne pubblicitarie della Japanese Racing Association e per pubblicizzare una società culinaria specializzata in zuppe di miso chiamate "shijimi del lago Shinji", dimostrandosi popolare. Il personaggio è comparso inoltre nei videogiochi tratti dalla serie originale e in prodotti distaccati dal franchise di Evangelion, come in Monster Strike, Super Robot Wars, Tales of Zestiria Puzzle & Dragons e in un episodio dell'anime Shinkansen henkei robo Shinkalion, in cui pilota un treno trasformabile chiamato 500 Type Eva.
Secondo Comic Book Resources con Shinji Ikari Neon Genesis Evangelion avrebbe avuto una certa influenza sull'animazione giapponese, mostrando un protagonista più realistico, insicuro e fragile rispetto a serie affini del passato. Ryo Ōyama, uno dei membri del personale di Guilty Crown, ha paragonato il protagonista della serie animata, Shū Ōma, a Shinji. Lui stesso ha dichiarato: «Sono entrambi rinchiusi nel proprio mondo, e non ne escono fuori». Secondo lui Shū sarebbe una rielaborazione o una versione più moderna del personaggio, ma Shinji si differenzierebbe per un atteggiamento più passivo e pessimista. Analoghi commenti sono stati fatti dall'attore Asa Butterfield, che lo ha paragonato al protagonista della pellicola Ender's Game da lui interpretato, Ender. Secondo Butterfield entrambi i personaggi si «ritraggono dal mondo [esterno]», affrontano esperienze a loro nuove e combattono contro nemici sconosciuti. La stessa doppiatrice giapponese di Shinji, Megumi Ogata, lo ha paragonato a Makoto Naegi di Danganronpa, da lei interpretato, perché entrambi ragazzi ordinari che si ritrovano «in situazioni terribili».
I critici inoltre hanno paragonato altri personaggi fittizi seguenti a Shinji, come Lain Iwakura, protagonista femminile della serie Serial Experiments Lain, Kōji Aiba di Mugen no Ryvius, Simon di Sfondamento dei cieli Gurren Lagann, il protagonista della pellicola Boku no kanojo wa cyborg, Daisuke Dōjima di Revisions, Cloud Strife di Final Fantasy VII e Hiro di Darling in the Franxx. Nel quarto episodio del dorama Nigeru wa haji da ga yaku ni tatsu compare un personaggio chiamato Shinji, ex fidanzato della protagonista Mikuri, il cui nome è ispirato a quello del protagonista di Eva. Il gruppo britannico Fightstar lo ha omaggiato intitolandogli un brano dell'album One Day Son, This Will All Be Yours. Il rapper statunitense Open Mike Eagle ha chiamato una sua canzone Headass (Idiot Shinji). Jordan Vogt-Roberts, regista del film Kong: Skull Island, ha inserito un personaggio chiamato Gunpei Ikari nella pellicola in suo onore. Il personaggio è inoltre implicitamente citato da Steven, protagonista della serie animata statunitense Steven Universe, in una parodia della scena finale della serie.